# Aspila virescens
Aspila virescens är en fjärilsart som beskrevs av Fabricius 1777. Aspila virescens ingår i släktet Aspila och familjen nattflyn. Inga underarter finns listade i Catalogue of Life.